# Affaire Julie Boisvenu
L'affaire Julie Boisvenu est la disparition, meurtre et condamnation de l'agresseur de Julie Boisvenu, une jeune femme de 27 ans, originaire de Sherbrooke, au Québec, en juin 2002. Cette affaire a fortement marqué l'opinion publique québécoise et contribué à des avancées dans les droits des victimes d'actes criminels.

## Disparition
Le 23 juin 2002, Julie Boisvenu passe la soirée avec des amis au bar Le Living Room, situé sur la rue Meadow à Sherbrooke. Selon les témoins, la soirée s'est déroulée normalement, sans signe particulier d'alerte. Julie aurait consommé deux à trois verres, tout en demeurant en pleine possession de ses moyens. Vers 3h, elle est aperçue en compagnie d'un ami devant l'hôtel Ramada, sur la rue Wellington Sud. Peu après, son véhicule Kia Sportage immatriculé 331 BKK percute une borne-fontaine à l'intersection des rues Wellington Nord et Meadow,. Un témoin entend un homme crier : « Heille wo, attends une minute crisse! » à proximité du lieu de l'accident. Le véhicule de Julie est retrouvé vers 22h, soit environ 14 heures après l'accident, près d'une vieille gare située sur la rue Dépôt.

## Découverte du corps
Malgré d'intenses recherches menées par le Service de police de Sherbrooke (SPS), incluant des ratissages du centre-ville, de la rivière Saint-François et la vérification de plus de 180 informations transmises par le public, Julie demeure introuvable pendant six jours,. Le 29 juin 2002, son corps est découvert en bordure du chemin Rivard à Bromptonville par un cycliste,. La dépouille, en état de décomposition avancée, ne portait presque aucun vêtement, ce qui laissait supposer une agression sexuelle suivie d'un homicide.

## Enquête et arrestation
Un certain Hugo Bernier, déjà connu des milieux policiers pour des antécédents de séquestration et d'agression sexuelle en Gaspésie en 1999, avait été intercepté à deux reprises par des patrouilleurs la nuit du 23 juin dans le stationnement de la rue Dépôt, près du Ramada. Il s'était présenté sous une fausse identité : Lucas Bernier,. Les policiers n'avaient pu procéder à son arrestation, faute d'infraction ou de mandat.
C'est notamment grâce aux notes détaillées prises par les patrouilleurs lors de ces interventions que Hugo Bernier a été rapidement identifié comme principal suspect,. Le 4 juillet 2002, il est arrêté à Montréal pour supposition de personne. Une enquête de grande envergure s'ensuit : la police de Sherbrooke recueille 73 témoignages, effectue 27 prélèvements pour expertises et plus de 129 échantillons utilisés comme preuves. Les analyses d'ADN effectuées dans le véhicule de Julie Boisvenu s'avèrent déterminantes.

## Procès et condamnation
Hugo Bernier est formellement accusé de meurtre au premier degré, enlèvement, séquestration et agression sexuelle. Lors de son procès, il admet avoir été la dernière personne à avoir vu Julie Boisvenu vivante sur le chemin Rivard à Bromptonville. Malgré sa tentative de présenter les faits comme un accident, il est reconnu coupable et condamné à la prison à vie,.

## Conséquences et répercussions
Le père de Julie, Pierre-Hugues Boisvenu, s'engage par la suite dans une lutte pour les droits des victimes. Il contribue à la création de l'Association des familles de personnes assassinées ou disparues, à l'élaboration de la Charte canadienne des droits des victimes, ainsi qu'à la réforme du Programme d'indemnisation aux victimes d'actes criminels.
En 2022, le Service correctionnel du Canada indique que Hugo Bernier pourrait être admissible à des permissions de sortie sans escorte à partir du 21 septembre 2024, à une semi-liberté en 2024, et à une libération conditionnelle totale en 2027.

## Développements récents
En mars 2025, Hugo Bernier devait comparaître pour la première fois devant la Commission des libérations conditionnelles du Canada pour une demande de sorties avec escorte, après 23 ans d'incarcération,. Pierre-Hugues Boisvenu a assisté à cette audience pour confronter le meurtrier de sa fille, une démarche qu'il avait évitée lors du procès,,. Cependant, à la dernière minute, l'avocate de Bernier a demandé le report de l'audience, invoquant la réception tardive de documents légaux, ce qui a entraîné un ajournement. Pierre-Hugues Boisvenu s'est dit déçu mais peu surpris, dénonçant les déséquilibres entre les droits des criminels et ceux des victimes.
L'audience reportée a finalement eu lieu en juin 2025. Hugo Bernier a sollicité deux permissions de sortie avec escorte, l'une visant une visite dans un centre culturel autochtone, l'autre pour assister à une cérémonie familiale à Gaspé. Il a revendiqué des racines micmaques et évoqué son cheminement personnel. La Commission a rejeté la première demande, estimant que le risque qu'il représente demeure trop élevé pour la sécurité du public, même dans un cadre strictement encadré. Les commissaires ont mis en cause ses pensées déviantes persistantes, l'absence de remords explicites et une réponse physiologique inquiétante à des scénarios de violence sexuelle. La deuxième demande a été prise en délibéré.
Le père de la victime a exprimé sa vive opposition à la possibilité de toute permission de sortie de Bernier, le considérant comme présentant toujours un risque élevé de récidive,,.